# Zygoneura freemani
Zygoneura freemani är en tvåvingeart som beskrevs av Lane 1955. Zygoneura freemani ingår i släktet Zygoneura och familjen sorgmyggor. Inga underarter finns listade i Catalogue of Life.